# Winterstaude
Winterstaude är ett berg i Österrike.   Det ligger i distriktet Bregenz och förbundslandet Vorarlberg, i den västra delen av landet, 500 km väster om huvudstaden Wien. Toppen på Winterstaude är 1 877 meter över havet, eller 1 037 meter över den omgivande terrängen. Bredden vid basen är 11,4 km.
Terrängen runt Winterstaude är kuperad åt nordväst, men åt sydost är den bergig. Närmaste större samhälle är Dornbirn, 18,0 km väster om Winterstaude. 
I omgivningarna runt Winterstaude växer i huvudsak blandskog. Runt Winterstaude är det ganska tätbefolkat, med 144 invånare per kvadratkilometer.